# Fiesso d'Artico
Fiesso d'Artico is een gemeente in de Italiaanse provincie Venetië (regio Veneto) en telt 6586 inwoners (31-12-2004). De oppervlakte bedraagt 6,3 km², de bevolkingsdichtheid is 1045 inwoners per km².

## Demografie
Fiesso d'Artico telt ongeveer 2566 huishoudens. Het aantal inwoners daalde in de periode 1991-2001 met 1,3% volgens cijfers uit de tienjaarlijkse volkstellingen van ISTAT.

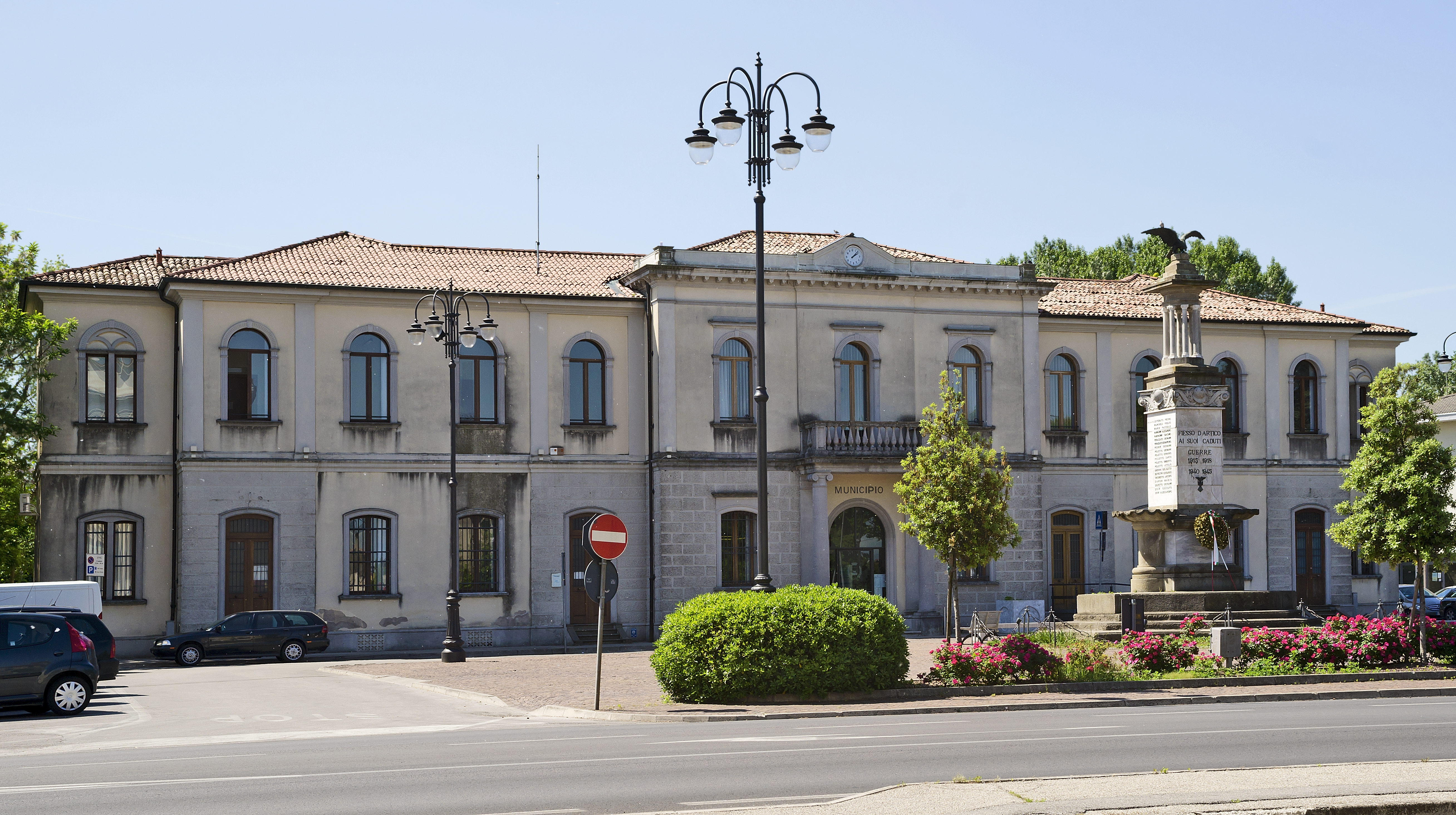
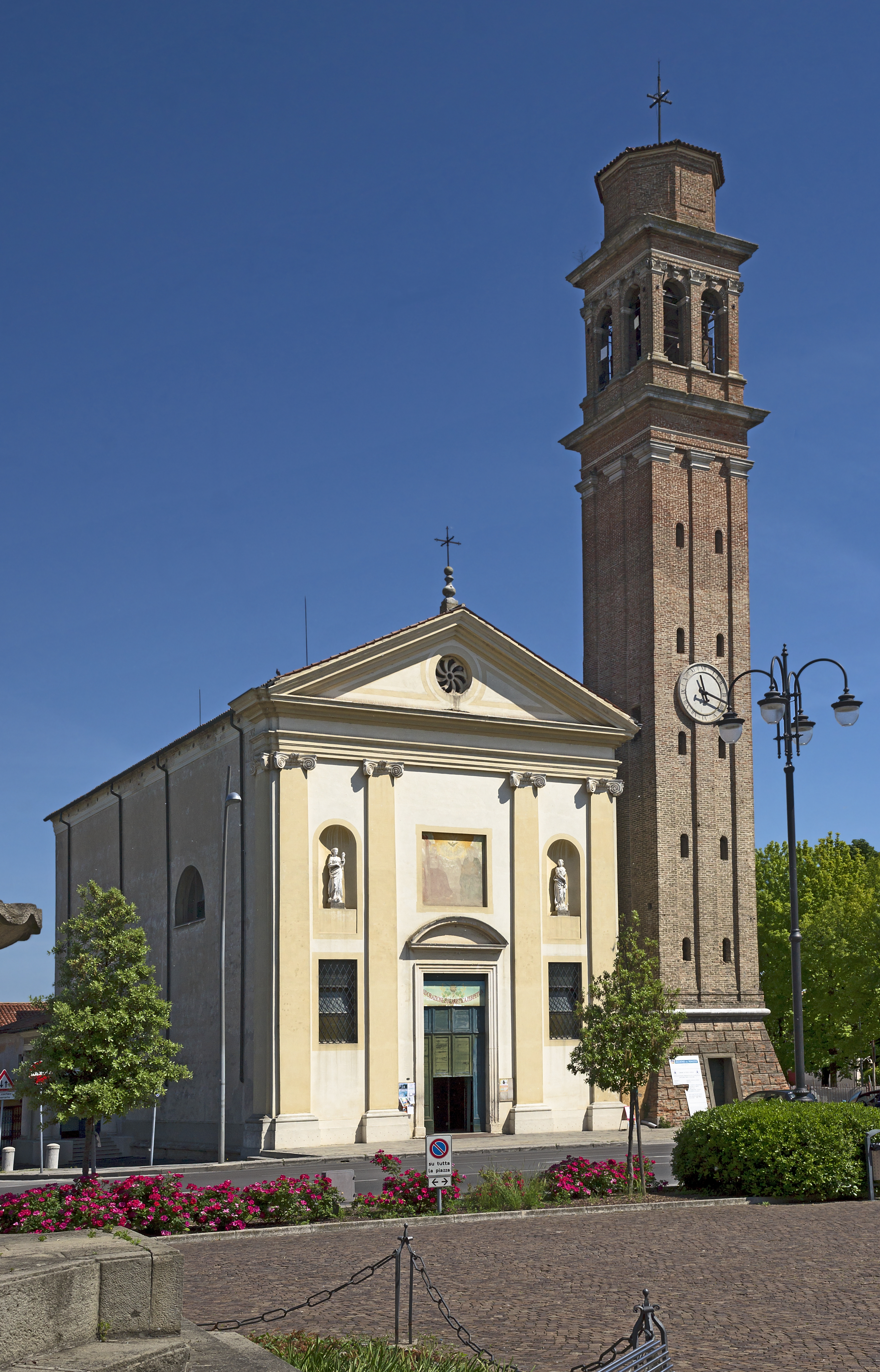

| Jaar | Inwoneraantal |
| ---- | ------------- |
| 1991 | 5855          |
| 2001 | 5779          |

## Geografie
De gemeente ligt op ongeveer 9 meter boven zeeniveau.
Fiesso d'Artico grenst aan de volgende gemeenten: Dolo, Pianiga, Stra, Vigonza (PD).